# Diciclopentadieno
El Diciclopentadieno, abreviado como DCPD, es un compuesto químico de fórmula C10H12. A temperatura ambiente, es un líquido de color amarillo claro.
Es producido en grandes cantidades mediante la destilación fraccionada de petróleo para etileno. Se le utiliza industrialmente como resina, para la producción de resinas de poliéster insaturadas, también es usado en la producción de tintas, adhesivos y pinturas.